# Liste der Naturdenkmale in Holle
Die Liste der Naturdenkmale in Holle nennt die Naturdenkmale in der Gemeinde Holle im Landkreis Hildesheim in Niedersachsen.

## Naturdenkmale
| Bild | Bezeichnung                    | Ort, Lage                                                                                             | Beschreibung                                            | Schutzzweck           | Nummer    |
| ---- | ------------------------------ | --- | ------------------------------------------------------- | --------------------- | --------- |
| BW   | Linde                          | Grasdorf am Dorfbrunnen (52° 6′ 23,1″ N, 10° 9′ 24,8″ O)                                              |                                                         | Seltenheit            | ND-HI 037 |
| BW   | Linde                          | Grasdorf Vor der evangelischen Kirche (52° 6′ 26,3″ N, 10° 9′ 33,8″ O)                                |                                                         | Seltenheit            | ND-HI 038 |
| BW   | Eiche                          | Wohldenberg am Sportplatz unterhalb des Wohldenberges an der K308 (52° 3′ 49″ N, 10° 9′ 12,6″ O)      |                                                         | Schönheit, Seltenheit | ND-HI 083 |
| BW   | 2 Linden                       | Wohldenberg auf dem Stemmerberg zwischen Holle und dem Wohldenberg (52° 4′ 18,6″ N, 10° 9′ 29,1″ O)   |                                                         | Heimatkunde           | ND-HI 084 |
| BW   | Linde                          | Sottrum vor der evangelischen Kirche (52° 4′ 38,5″ N, 10° 8′ 51,4″ O)                                 |                                                         | Seltenheit            | ND-HI 097 |
| BW   | Linde                          | Hackenstedt vor dem Friedhof (52° 4′ 35,5″ N, 10° 6′ 20,4″ O)                                         |                                                         | Schönheit             | ND-HI 120 |
| BW   | 1 Eiche                        | Söder Südlich des Schlossparkes am Hang des Weinberges (52° 3′ 16,6″ N, 10° 5′ 36,7″ O)               |                                                         | Schönheit, Eigenart   | ND-HI 125 |
| BW   | 4 Eichen                       | Hackenstedt ca. 600 m nördlich des Schlosses Söder (52° 3′ 49,8″ N, 10° 4′ 58,2″ O)                   |                                                         | Schönheit             | ND-HI 346 |
| BW   | Pyramideneiche                 | Hackenstedt ca. 600 m nördlich des Schlosses Söder (52° 3′ 51,5″ N, 10° 4′ 59,2″ O)                   |                                                         | Seltenheit            | ND-HI 347 |
| BW   | Bäume im Schlosspark Derneburg | Derneburg Schlosspark Derneburg (52° 5′ 43,8″ N, 10° 7′ 51,6″ O)                                      | 2 Buchen, 2 Linden, 3 Platanen (als Gruppe), 1 Kastanie | Schönheit, Seltenheit | ND-HI 348 |
| BW   | Spitzahorn                     | Söder am Riesekampweg (ca. 250 m südlich vom Schloss Söder) (52° 3′ 17,9″ N, 10° 5′ 35,5″ O)          |                                                         | Schönheit, Seltenheit | ND-HI 350 |
| BW   | Bäume im Schlosspark Söder     | Söder südlich des Schlossgebäudes (52° 3′ 19″ N, 10° 5′ 24,8″ O)                                      | Blutbuche, Platane, Pyramideneiche                      | Schönheit, Seltenheit | ND-HI 351 |
| BW   | Pyramideneiche                 | Derneburg zwischen zwei Fischteichen, nördlich des Schlosses Derneburg (52° 5′ 48,8″ N, 10° 7′ 58″ O) |                                                         | Seltenheit            | ND-HI 390 |